# Рьёмажу
Рьёмажу́ (фр. Rieumajou, окс. Riumajor) — коммуна во Франции, находится в регионе Юг — Пиренеи. Департамент — Верхняя Гаронна. Входит в состав кантона Вильфранш-де-Лораге. Округ коммуны — Тулуза.
Код INSEE коммуны — 31453.

## География

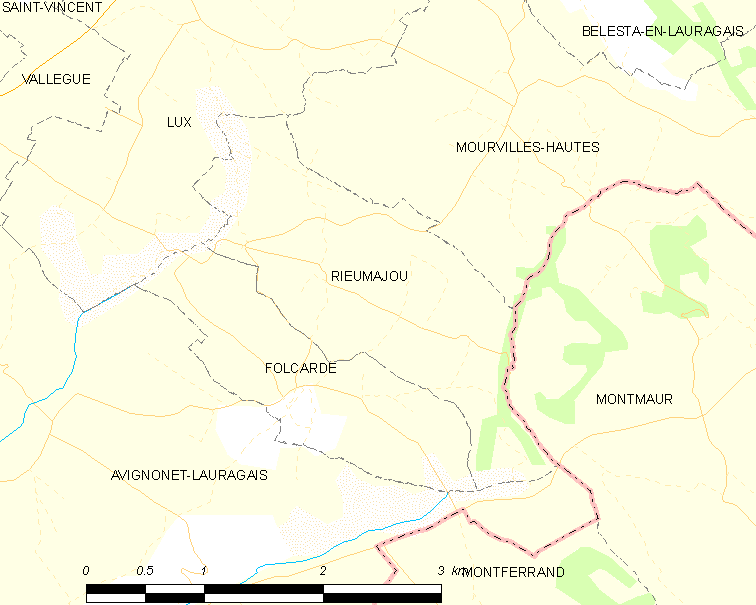
Карта коммуны

Коммуна расположена приблизительно в 610 км к югу от Парижа, в 35 км к юго-востоку от Тулузы.

## Климат
Климат умеренно-океанический. Зима мягкая и снежная, весна характеризуется сильными дождями и грозами, лето сухое и жаркое, осень солнечная. Преобладают сильные юго-восточные и северо-западные ветры.

## Население
Население коммуны на 2010 год составляло 137 человек.
| 1962 | 1968 | 1975 | 1982 | 1990 | 1999 | 2010 |
| ---- | ---- | ---- | ---- | ---- | ---- | ---- |
| 84   | 67   | 63   | 54   | 79   | 87   | 137  |

## Администрация
| Период | Период | Фамилия       | Партия | Примечания |
| ------ | ------ | ------------- | ------ | ---------- |
| 1977   | 2014   | Мариус Бесьер |        |            |
| 2014   | 2020   | Реми Мильес   |        |            |

## Экономика
В 2010 году среди 94 человек трудоспособного возраста (15—64 лет) 74 были экономически активными, 20 — неактивными (показатель активности — 78,7 %, в 1999 году было 70,9 %). Из 74 активных жителей работали 68 человек (40 мужчин и 28 женщин), безработных было 6 (1 мужчина и 5 женщин). Среди 20 неактивных 8 человек были учениками или студентами, 5 — пенсионерами, 7 были неактивными по другим причинам.

## Достопримечательности
- Церковь Св. Иоанна Крестителя